# Tatiana Golovin
Pour les articles homonymes, voir Golovine.
Tatiana Golovin (Tatiana Golovina, Татьяна Головина en cyrillique russe) est une joueuse de tennis française d’origine russe, née le 25 janvier 1988 à Moscou (alors en URSS). Entraînée par Alexandre Antoine, professionnelle entre 2002 et 2008, après avoir été une des joueuses françaises les plus prometteuses de sa génération, elle doit arrêter sa carrière à seulement 21 ans suite à des blessures à répétition. Elle est ensuite devenue consultante pour BeIN Sports. En septembre 2019, elle annonce officiellement son retour à la compétition, prévu à la mi-octobre. Ce retour est un échec.

## Biographie
Née à Moscou en URSS, elle arrive à Lyon à l'âge de 8 mois quand son père Gregori devient entraîneur de l'équipe de hockey, puis à Belfort où elle tient sa première raquette à l'âge de 3 ans et demi, et obtient la nationalité française le 15 mai 1992, par l'effet collectif attaché à la naturalisation de ses parents. Elle est entraînée par Bruno Breistroff dans le club de l'ASM Belfort. Elle a deux sœurs, Olga et Oxana. Elle intègre le Pôle Espoirs de tennis de Franche-Comté, où Alain Dalmasso l'entraîne. Par la suite, elle fréquente durant six ans les courts de l'école de tennis de Nick Bollettieri à Bradenton, en Floride où elle est notamment entraînée par Brad Gilbert.
Elle parle couramment russe, anglais et français.
Côté vie privée, elle est en couple pendant plusieurs années avec le footballeur Samir Nasri, puis avec le joueur de rugby Hugo Bonneval avec lequel elle a trois enfants.

## Carrière

### Carrière junior
En 1999, Tatiana Golovin remporte l'Orange Bowl des moins de 12 ans et devient championne d'Europe des moins de 14 ans en 2001.
Durant sa carrière chez les junior, elle remporte en 2002 les championnats d'Europe en double avec Anais Laurendon et atteint les demi-finales à Wimbledon et à l'US Open. En 2003, elle devient championne d'Europe en simple contre Laurendon.

### Carrière professionnelle

#### 2004: révélation sur le circuit
À tout juste 16 ans, Tatiana Golovin parvient en huitièmes de finale de l'Open d'Australie. Elle profite au premier tour de l'abandon de Marie Mikaelian (6-0, 4-1, ab.), efface la tête de série no 14 Anna Smashnova au 2d tour (6-2, 6-3),, puis élimine Lina Krasnoroutskaïa, tête de série 23, (6-2, 7-64) lors du 3e tour. Lisa Raymond la stoppe sévèrement et met ainsi fin à son parcours par 6-2, 6-0.
Deux semaines plus tard, également titulaire d'une wild card, elle participe à l'Open Gaz de France où elle atteint la demi-finale, vaincue par Mary Pierce (6-4, 6-0). Pour ce faire, elle vainc une deuxième fois consécutive la tête de série no 6 Anna Smashnova (1-6, 7-5, 3-1 ab.), bénéficie du forfait de Daniela Hantuchová au tour suivant, puis barre la route en quarts de finale à la tête de série no 2 Elena Dementieva (6-4, 6-4).
« Tati » échoue prématurément à Indian Wells, au second tour, battue par la tête de série no 8 Paola Suárez (1-6, 7-5, 6-2). À Miami la semaine suivante, elle étrille d'emblée Anabel Medina (6-1, 6-3), éteint Dinara Safina (6-1, 6-2) puis bat solidement Jelena Janković (64-7, 6-1, 7-5). Elle chute en huitièmes de finale face à Eléni Daniilídou (7-68, 6-1).
Sa saison sur terre battue n'est pas très fructueuse. D'abord à Berlin, issue des qualifications (où elle engrange ses victoires contre Selima Sfar et Tathiana Garbin), elle est sortie dès son entrée en lice dans le grand tableau, encore une fois par Eléni Daniilídou (7-5, 3-6, 6-3). Quelques jours plus tard, à Rome, de nouveau issue des qualifications, elle s'offre l'Américaine Jill Craybas (6-4, 6-2). Elle cède au tour suivant face à la spécialiste de terre battue Paola Suárez (6-2, 7-5). Présente à Roland-Garros, Tatiana Golovin échoue de justesse dès le premier tour face à Klára Koukalová (7-64, 7-62). Néanmoins, elle se console en remportant le double mixte aux côtés de son compatriote Richard Gasquet. En finale, ils disposent par 6-3, 6-4 de la paire zimbabwéenne Cara Black / Wayne Black. Il s'agit de leur 1er titre en Grand Chelem.
Sa saison sur gazon est convaincante. En effet, elle arrive en finale du tournoi de Birmingham, où elle est défaite par la Russe et tête de série no 3 Maria Sharapova (4-6, 6-2, 6-1). Durant la semaine, elle vient successivement à bout : de la tête de série no 15 Elena Likhovtseva (6-3, 2-0, ab.), de Daniela Hantuchová (6-0, 3-1, ab.), de la Japonaise Shinobu Asagoe par 6-4, 6-0 (tombeuse au tour précédent de la tête de série no 1 Nadia Petrova), de Anne Kremer en quarts de finale (6-4, 7-5) puis enfin de la tête de série no 9 Émilie Loit lors de la demi-finale (6-3, 5-7, 7-5). Elle prend part au Tournoi de Wimbledon quinze jours plus tard. Elle s'impose face à Alina Jidkova (6-4, 7-64), corrige Francesca Schiavone (6-1, 6-0) puis s'affirme en trois sets contre Emmanuelle Gagliardi (6-3, 2-6, 6-3). Impuissante en huitièmes de finale face à la tête de série no 1 Serena Williams, Tatiana Golovin est éliminée sèchement sur le score de 6-2, 6-1.
Elle représente la France en Fed Cup, lors des quarts de finale, aux côtés de Mary Pierce. Elles perdent leur match de double face à l'Italie (6-0, 7-6). La France s'impose cependant face à l'Italie (3-2), gagnant alors son ticket vers les demi-finales.
Pour entamer sa tournée américaine, elle va jusqu'aux quarts de finale de l'Open du Canada, flagellée par Vera Zvonareva (6-3, 6-1), après avoir été victorieuse sur : Anca Barna (6-2, 6-1), Fabiola Zuluaga (6-3, 4-6, 6-2) et Gisela Dulko (6-7, 6-3, 6-4). Ensuite à New Haven, elle passe le premier tour en s'adjugeant Shenay Perry (6-1, 7-65) puis est sortie par l'Américaine tête de série no 3 Jennifer Capriati (6-3, 6-2). Golovin enchaîne avec l'US Open. Premier constat, du fait de ses bons résultats, elle est tête de série no 30 lors du tournoi. À noter qu'il s'agit de sa première saison WTA et qu'elle n'a que 16 ans. Elle prend le meilleur sur Anca Barna (6-2, 6-4) et Akiko Morigami (6-4, 6-4) mais comme à Wimbledon, Serena Williams l'empêche d'aller plus loin dans le tournoi (7-5, 6-4).
Tatiana Golovin se rend alors au tournoi de Tokyo, où elle cède face à la jeune prodige tchèque Nicole Vaidišová (6-4, 3-6, 6-4). Même refrain à Zurich, où c'est un autre espoir du tennis, Ana Ivanović, qui lui barre la route d’entrée (7-5, 6-7, 7-6). Elle se hisse en quart de finale du tournoi du Luxembourg (battue par Alicia Molik 3-6, 6-4, 6-4).
Elle est alors sélectionnée en simple pour la première fois en Fed Cup en compagnie de Nathalie Dechy, Émilie Loit et Marion Bartoli. Tatiana Golovin contribue largement à la victoire de la France face à l'Espagne (5-0) en gagnant ses deux matchs contre Anabel Medina Garrigues (6-3, 6-3) et Marta Marrero (6-3, 6-4).
Elle prend part à la finale de Fed Cup contre une Russie archi-favorite, emmenée par la lauréate de Roland-Garros Anastasia Myskina, et de la tenante du titre de l'US Open Svetlana Kuznetsova. Elle perd son duel face à la première nommée (6-4, 7-6) mais bat la seconde (6-4, 6-1). Le double donne la victoire à la Russie.
À la fin de l'année, Tatiana Golovin occupe la 27e place mondiale mais n'a encore remporté aucun tournoi en simple. Elle est élue Newcomer of the Year 2004 par la WTA, première Française à recevoir cette distinction.

#### 2005
Elle attaque l’année avec espoir mais est diminuée par un zona. Elle atteint tout de même la demi-finale de Gold Coast où elle est battue par Patty Schnyder (3-6, 6-4, 6-3). Tatiana Golovin arrive alors à l'Open d'Australie en ayant comme objectif de rééditer sa performance de l'année précédente, c'est-à-dire un huitième de finale. Après un premier tour serré gagné en deux sets 6-3, 7-5 face à Ľudmila Cervanová, la Française se fait surprendre au deuxième tour face à Abigail Spears (7-5, 6-1).
Elle atteint une nouvelle fois la demi-finale de l’Open Gaz de France à Paris où elle est battue par la future lauréate de l’épreuve Dinara Safina au terme d'un superbe match (6-1, 4-6, 7-6). À Anvers, elle prend sa revanche sur Dinara Safina au premier tour qu'elle bat en trois sets (6-4, 6-7, 6-3). Au deuxième tour, Tatiana Golovin est éliminée par Anastasia Myskina 6-3, 6-7, 6-4. Elle s'engage alors à Indian Wells et à Miami. Elle est sortie des deux tournois en huitièmes de finale par la même adversaire : Elena Dementieva (2-6, 6-4, 6-4 à Indian Wells et 3-6, 6-2, 6-1 à Miami).
Elle engrange des victoires à Charleston sur Venus Williams au troisième tour (7-5, 6-4), en sauvant 4 balles de set, et sur Nadia Petrova en quart de finale (7-5, 6-3). « Tati » n’est pas loin de battre Justine Henin (7-6, 7-5) qui revient tout juste de blessure. Sa saison sur terre battue n’est pas un succès : elle est éliminée au premier tour de Rome par Ana Ivanović (6-3, 6-4) et par Peng Shuai à Strasbourg (6-4, 3-6, 7-5). Elle échoue à Roland-Garros au troisième tour contre Elena Bovina en deux sets 6-3, 7-5.
Elle se hisse comme l’année précédente en demi-finale de Birmingham où elle est battue par Maria Sharapova (7-5, 6-1). À Wimbledon en revanche, Tatiana Golovin réalise une contre-performance, éliminée d’entrée par Alona Bondarenko (6-3, 3-6, 7-5).
La saison américaine n'est pas mémorable : elle ne dépasse pas deux tours dans les tournois de San Diego (battue d’emblée par Anna Chakvetadze 6-4, 6-4), à Toronto (battue au deuxième tour par Gisela Dulko 2-6, 6-0, 6-1) et New Haven (défaite par Květa Peschke au premier tour 6-3, 6-4). Elle arrive donc à l'US Open sans beaucoup de repères et perd sans gloire contre sa compatriote Nathalie Dechy en trois sets 7-5, 2-6, 6-2.
Les affaires ne s’arrangent pas à Pékin où elle est éliminée dès le premier tour par Shinobu Asagoe 6-3, 6-4. À Séoul, son parcours est plus probant puisqu'elle atteint la demi-finale, battue de peu par Jelena Janković en 3 sets (6-4, 5-7, 6-4). À Tokyo, la Française passe très près d'un premier titre mais le sort s'acharne : elle abandonne en finale face à Nicole Vaidišová à 7-6, 3-2 pour la Tchèque à cause d’une tendinite au tendon d'Achille droit. À Zurich, Tatiana Golovin est éliminée au premier tour par Ana Ivanović en trois sets 6-4, 5-7, 7-5. Bis repetita à Linz où la Serbe la sort au second tour (7-5, 6-3). Tatiana Golovin termine ainsi une saison en demi-teinte sans aucun titre glané.

#### 2006
Tatiana Golovin commence sa saison 2006 par un quart de finale à Gold Coast où elle est battue par l'Italienne Flavia Pennetta 6-2, 5-7, 6-1. Une cruelle désillusion l’attend au premier tour de l'Open d'Australie qui voit Mara Santangelo la vaincre 6-4, 4-6, 6-4.
À Tokyo, la Française chute une nouvelle fois dès le premier tour contre sa compatriote Marion Bartoli de manière très sèche 6-3, 6-0. À l'Open Gaz de France, elle se hisse en demi-finale, battant Nadia Petrova en quart de finale (3-6, 7-6, 6-3) non sans sauver 2 balles de match et en résistant de très belle manière avant de sombrer face à Amélie Mauresmo (6-7, 7-5, 6-2). La semaine suivante à Anvers, Tatiana Golovin s’incline de justesse au deuxième tour contre Kim Clijsters (4-6, 7-6, 7-5).
Faisant l'impasse sur la saison au Moyen-Orient, « Tati » s'envole pour Indian Wells où elle est éliminée au troisième tour par Gisela Dulko (1-6, 7-5, 7-6). La semaine suivante, la jeune Française impressionne en se qualifiant pour la demi-finale de Miami après notamment avoir mis Elena Dementieva sous l'éteignoir (6-2, 6-1) en quart de finale. Le sort s'acharne encore une fois car elle doit abandonner face à Maria Sharapova après s'être tordue violemment la cheville alors qu'elle est menée (6-3, 6-7, 4-3 ret.). La Française était en train de réussir une remontée prodigieuse puisqu'elle était menée 6-3 5-1, elle sauva alors 6 balles de match avant de gagner le second set. Juste avant de se tordre la cheville, elle venait d'obtenir une balle de break pour revenir a 4-4 dans la dernière manche. C'est en larmes qu'elle quitta le court, sous l'ovation du public et les applaudissements de son adversaire. Cette entorse l'oblige à porter un plâtre durant 10 jours.
Cette entorse compromet la suite de sa saison mais elle reprend à Roland-Garros, faisant l’impasse sur la Fed Cup. En manque de matchs et de repères sur la surface, elle cède logiquement au premier tour contre Zheng Jie (6-3, 7-6).
Faisant l'impasse sur les tournois de préparation de Wimbledon, la Française ne fait pas mieux qu'un deuxième tour à Wimbledon, éliminée par Nicole Pratt 2-6, 6-4, 6-4. Elle est ensuite sélectionnée pour jouer les barrages de la Fed Cup face à la République tchèque. Tatiana Golovin perd de justesse son premier match 6-1, 3-6, 11-9 face à Nicole Vaidišová mais remporte son deuxième face à Lucie Šafářová 6-2, 6-1. Associée à Séverine Beltrame, Tatiana Golovin remporte le double décisif 6-4 7-6 pour permettre à la France de se maintenir dans le groupe mondial de la Fed Cup.
Tatiana Golovin joue les tournois de préparation de l'US Open. Elle est battue au premier tour à Cincinnati par Vera Zvonareva 6-3, 6-0. Elle réussit ensuite un beau parcours au tournoi de Stanford en allant jusqu'en demi-finale où elle est éliminée par la Suissesse Patty Schnyder 7-6, 6-1. À San Diego et à Montréal, elle est sortie dès le premier tour (respectivement par Amy Frazier 6-3, 7-6 et par Ana Ivanović 6-4, 6-2). À New Haven, la Française est battue au deuxième tour par Svetlana Kuznetsova 6-0, 2-6, 6-4.
Tatiana Golovin arrive à New York pour disputer l'US Open alors qu'elle est en plein doute sur sa capacité à bien jouer. Elle passe les deux premiers tours facilement 6-3, 7-5 face à Ashley Harkleroad et 6-4, 6-3 face à Agnieszka Radwańska. Elle se défait ensuite de Nadia Petrova (5-7, 7-68, 6-3) en sauvant 4 balles de match puis de Anna Chakvetadze (6-3, 6-2). Elle ne va pas plus loin, battue par Maria Sharapova, future vainqueure du tournoi, en deux sets très serrés 7-6, 7-6.
Au Luxembourg, la Française est battue dès le premier tour par Daniela Hantuchová 7-6, 6-3. La semaine suivante, à Stuttgart, Tatiana Golovin atteint la troisième finale de sa carrière où elle s'incline face à Nadia Petrova 6-3, 7-6. En demi-finale, elle bat la numéro 9 mondiale Patty Schnyder 6-1, 5-7, 7-5 en sauvant 6 balles de match. Sa saison se termine de manière malheureuse sur une nouvelle entorse à la cheville au deuxième tour du tournoi de Zurich face à Maria Kirilenko, « Tati » menait 4-2 dans la première manche. Au premier tour, elle avait écrasé Nicole Vaidišová 6-2, 6-0.

#### 2007
Tatiana Golovin participe pour la 1re fois à la Coupe Hopman, tournoi exhibition par équipes mixtes à Perth en préparation de l'Open d'Australie, accompagnée de Jérôme Haehnel pour représenter la France. Elle se retrouve dans un groupe redoutable composé des équipes Australiennes, Américaines et Russes. La France l'emporte sur les États-Unis 2-1 grâce notamment à la victoire de « Tati » sur Ashley Harkleroad 6-3, 4-6, 6-2. Tatiana Golovin continue sa chasse aux succès en battant Alicia Molik 7-5, 6-2 pour disposer de l'équipe australienne. Elle se fait ensuite sèchement battre par Nadia Petrova 7-6, 6-0 en simple. En double, associée à Jérôme Haehnel, elle est également défaite par la paire Nadia Petrova/Dmitri Toursounov 6-4, 6-2, mettant un terme au parcours de la France dans la compétition.
Tatiana Golovin prend part au tournoi de Sydney où elle s'arrête au deuxième tour, battue par Amélie Mauresmo malgré une belle résistance (6-7, 7-5, 6-1). À l'Open d'Australie, après deux premiers tours passés facilement face à Anna Smashnova (6-3, 6-1) et Zuzana Ondrášková (6-2, 6-0), elle perd au troisième tour face à l'Israélienne Shahar Peer 3-6, 7-5, 7-5 malgré 2 balles de match en sa faveur.
Tatiana Golovin se rend ensuite à l'Open Gaz de France où elle est stoppée en quarts de finale par Justine Henin (6-2, 3-6, 6-3). Elle enchaîne ensuite avec le tournoi d'Anvers. Au deuxième tour, elle y réussit un match extraordinaire face à la Suissesse Patty Schnyder, menée 7-6, 3-0, La Française sauve 4 balles de match pour finalement s'imposer 6-7, 7-6, 6-2. Sur cette lancée, elle bat la Russe Elena Likhovtseva en quart de finale (7-6, 7-5) mais ne peut pas grand-chose en demi-finale contre Kim Clijsters qui joue l’un de ses tout derniers tournois (6-4, 6-3).
Tatiana Golovin participe à deux tournois de première catégorie : l'Open d'Indian Wells et l'Open de Miami. Elle parvient à atteindre un quart de finale au premier, s'inclinant face à l'Autrichienne et révélation du tournoi Sybille Bammer (6-2, 6-3). En revanche le résultat est moins convaincant à Miami où elle s’incline lourdement face à la Russe Anna Chakvetadze 6-1, 6-3 au troisième tour.
Elle démarre tambour battant sa saison sur la terre américaine en écartant Venus Williams (6-2, 6-3), Ana Ivanović (6-4, 3-6, 6-4) puis Nadia Petrova en finale du tournoi d'Amelia Island (6-2, 6-1). C’est sa première victoire sur le circuit WTA. Sa cheville droite la trahit à nouveau à Charleston contre Dinara Safina (6-3, ret.). Tatiana Golovin ne préfère pas prendre de risque en vue du premier tour de Fed Cup.
En l’absence d’Amélie Mauresmo, elle endosse le statut de leader en Fed Cup contre le Japon. Elle remporte avec brio ses deux matchs contre Akiko Morigami (6-2, 6-2) et contre l’expérimentée Ai Sugiyama (7-6, 6-0)
Un nouveau coup dur se profile pour Tatiana Golovin qui ne s'est pas suffisamment remise de la cheville qui la faisait souffrir à Charleston. Elle doit donc observer une période de repos avant Roland-Garros pour ménager cette cheville. Mais la blessure est trop importante alors Tatiana Golovin est obligée de déclarer forfait pour Roland-Garros.
Cette blessure la contraint à faire l’impasse sur les tournois de Birmingham et d'Eastbourne car sa cheville est encore très douloureuse. Elle participe tout de même au tournoi de Wimbledon avec une reprise difficile face à la Taiwanaise Hsieh Su-Wei qu'elle bat au finish (5-7, 6-3, 8-6) en sauvant 3 balles de match mais elle perd au second tour face à l'Autrichienne Tamira Paszek (6-2, 3-6, 6-1).
Sa saison estivale aux États-Unis débute mal : elle s'incline au deuxième tour du tournoi de Stanford contre Sania Mirza (6-4, 6-1), puis sèchement au troisième du tournoi de San Diego face à la tête de série numéro 1 du tableau Maria Sharapova (6-0, 6-3). À Los Angeles, Tatiana Golovin doit abandonner lors de son match face à Tamarine Tanasugarn alors que celle-ci avait remporté le premier set 7-5. Elle renoue avec le succès en vainquant la numéro 4 mondiale Svetlana Kuznetsova en quart de finale (2-6, 7-5, 6-1)en sauvant 5 balles de match. Elle bute néanmoins en demi-finale contre la numéro 3 mondiale Jelena Janković (5-7, 6-3, 6-2). La désillusion est grande à l'US Open où « Tati » sort par la petite porte en échouant au premier tour face à la modeste américaine Ahsha Rolle (6-4, 1-6, 6-2).
Tête de série numéro 1, elle se relance au tournoi de Portoroz en disposant en finale de Katarina Srebotnik en trois sets serrés (2-6, 6-4, 6-4). Elle enchaîne avec le tournoi du Luxembourg mais elle subit la loi de la numéro 6 mondiale Ana Ivanović (6-1, 6-2). Elle réédite sa performance au tournoi de Stuttgart en se hissant en finale. Elle bat au passage la numéro 6 mondiale Anna Chakvetadze (7-6, 6-1)en sauvant 2 balles de set, puis la numéro 2 Svetlana Kuznetsova (6-2, 6-4). Elle s’incline contre la numéro 1 Justine Henin (2-6, 6-2, 6-1) après avoir existé que le temps d’un set.
À Zurich, « Tati » arrive en finale en battant au second tour la numéro 4 mondiale Ana Ivanović très facilement sur le score de 6-3, 6-1. En quart de finale, elle bénéficie de l'abandon de sa compatriote Marion Bartoli, alors que cette dernière menait 5-4 dans le premier set. En demi-finale, elle dispose assez facilement de l'Italienne Francesca Schiavone (6-0, 6-4) mais bloque de nouveau sur Justine Henin (6-4, 6-4).
On retrouve Tatiana Golovin au tournoi de Linz mais, victime d'une blessure au genou droit, elle abandonne au premier tour face à la grecque Eléni Daniilídou alors que celle-ci menait 6-4, 0-1. Ce coup d’arrêt est synonyme de fin de saison pour Tatiana Golovin qui se concentre déjà sur sa saison 2008.

#### 2008
Associée à Arnaud Clément à la Coupe Hopman, elle participe à la victoire de la France contre l'équipe de l'Argentine (2-1) grâce notamment à la victoire de la Française sur Gisela Dulko en deux sets 6-4, 6-3 et en double face à la paire Gisela Dulko/Juan Ignacio Chela 6-3, 6-2. La France échoue contre la paire serbe composée de Jelena Janković et de Novak Djokovic (1-2), n’ayant pu faire la différence en double (5-7, 6-4, 10-4). La France relève la tête en disposant facilement de Taiwan (3-0). Tatiana Golovin remporte le simple contre Hsieh Su-Wei (6-1, 6-1) et le double face à Hsieh Su-Wei/Lu Yen-hsun. La performance est néanmoins insuffisante pour accéder à la finale.
À Sydney, Tatiana Golovin est sortie par Jelena Janković (6-1, 2-6, 6-3). Cette préparation ne suffit pas à la Française pour franchir un palier à l’Open d'Australie. Après un premier tour difficilement remporté aux dépens de Stéphanie Cohen-Aloro 6-1, 4-6, 6-3, elle tombe au second tour sur Aravane Rezaï qui la défait en trois sets (6-3, 3-6, 6-3). Elle révèle alors avoir été gênée par une douleur au dos qui la contraint d'ailleurs à ne pas participer à la Fed Cup, l'Open Gaz de France à Paris qu'elle affectionne particulièrement car il se joue dans son pays et au tournoi d'Anvers.
Absente des courts depuis sa défaite à l’Open d'Australie contre Aravane Rezaï, Tatiana Golovin fait son retour au Tournoi de Memphis. Malheureusement, elle chute d'entrée face à l'Américaine Bethanie Mattek, no 114 mondiale (6-4, 6-4). Début mars, elle apprend la raison de sa douleur récurrente au dos : un kyste de 6 cm dans la hanche. Elle se fait opérer dans la foulée et doit se tenir éloignée des courts pour une durée indéterminée. La jeune Française, en plus de son opération à la hanche, se fait opérer de l'appendicite tout comme sa compatriote Amélie Mauresmo l'année précédente.
Elle prévoit son retour lors de l'Open GDF Suez de Cagnes-sur-Mer Alpes-Maritimes où elle est éliminée par l'Estonienne Maret Ani au troisième tour 5-7, 7-6, 6-2. Elle a pu constater son niveau de jeu actuel et avoue souffrir encore un peu au moment de servir. À Berlin, la jeune Française est battue dès le premier tour par la Danoise Caroline Wozniacki 7-6, 6-2. Estimant que sa blessure n'est pas assez guérie, elle décide de ne pas jouer les tournois de Rome, Strasbourg et surtout Roland-Garros. La jeune Française prévoit de revenir lors du tournoi de Birmingham mais elle décide de ne pas jouer toute la saison sur gazon y compris le tournoi de Wimbledon, troisième Grand Chelem de l'année, préférant se concentrer sur les Jeux olympiques où elle est sélectionnée en simple comme en double. Cependant, insuffisamment remise de sa blessure, elle se voit contrainte de déclarer forfait pour les deux épreuves.
Ses nombreuses contre-performances et ses forfaits font dégringoler la joueuse dans le classement WTA. Classée 12e mondiale en février, elle chute à la 252e place le 20 octobre. C'est 239 places de moins qu'à l'issue de la saison 2007, sa meilleure saison (13e au classement WTA). Elle est alors la 18e joueuse française.

#### Depuis 2009: reconversion progressive
Tatiana Golovin, qui n'est pas rétablie, ne participe pas à l'Open d'Australie ni à Roland-Garros. Daniel Bilalian directeur de la rédaction des sports de France Télévisions profite de son absence sur le terrain pour l'engager comme consultante pour France Télévisions à l'occasion du tournoi de Roland-Garros, ce qu'elle fait lors des éditions 2009, 2010, 2011, 2012 et 2013. L'état de son dos l'oblige à mettre un terme à sa carrière et cette activité de consultante, qui ne devait être qu'une occupation provisoire, devient un élément de reconversion progressive pour Tatiana Golovin.
Depuis juin 2010, Tatiana Golovin intervient pour un site de conseil en paris sportifs en qualité de consultante et d'expert pronostic.
En 2011, elle commente certains tournois ATP pour la chaîne Orange sport, aux côtés de Cédric Pioline et Sébastien Grosjean. En 2012, elle devient consultante pour Canal+ notamment dans le nouveau magazine Canal Tennis.
En 2013, elle participe à l'émission Ice Show sur M6.
Depuis 2014, elle est consultante pour BeIN Sports.
Elle est également membre du club des Champions de la Paix, un collectif d'athlètes de haut niveau créé par Peace and Sport, organisation internationale basée à Monaco et œuvrant pour la construction d'une paix durable à travers le monde grâce au sport.
En 2019, elle annonce officiellement son retour à la compétition prévue à la mi-octobre. Elle dispute son premier match à l'occasion des qualifications du tournoi de Luxembourg et échoue contre la Slovène Kaja Juvan, alors 131e mondiale (6-3, 6-1). La semaine suivante, elle s'aligne sur le tournoi ITF de Poitiers, où elle s'incline à nouveau lourdement (6-0, 6-1) dès son premier match, contre l'Allemande Antonia Lottner, 165e mondiale. Finalement, elle ne joue plus aucun autre tournoi par la suite.

## Palmarès

### Titres en simple dames
| No | Date       | Nom et lieu du tournoi               | Catégorie | Dotation  | Surface      | Finaliste          | Score         |          |
| -- | ---------- | ------------------------------------ | --------- | --------- | ------------ | ------------------ | ------------- | -------- |
| 1  | 02/04/2007 | Bausch & Lomb Champ’s, Amelia Island | Tier II   | 600 000 $ | Terre (ext.) | Nadia Petrova      | 6-2, 6-1      | Parcours |
| 2  | 17/09/2007 | Banka Koper Slovenia Open, Portorož  | Tier IV   | 145 000 $ | Dur (ext.)   | Katarina Srebotnik | 2-6, 6-4, 6-4 | Parcours |

### Finales en simple dames
| No | Date       | Nom et lieu du tournoi               | Catégorie | Dotation    | Surface      | Vainqueure       | Score          |          |
| -- | ---------- | ------------------------------------ | --------- | ----------- | ------------ | ---------------- | -------------- | -------- |
| 1  | 07/06/2004 | DFS Classic, Birmingham              | Tier III  | 170 000 $   | Gazon (ext.) | Maria Sharapova  | 4-6, 6-2, 6-1  | Parcours |
| 2  | 03/10/2005 | AIG Japan Open Tennis Champ’s, Tokyo | Tier III  | 170 000 $   | Dur (ext.)   | Nicole Vaidišová | 7-64, 3-2, ab. | Parcours |
| 3  | 02/10/2006 | Porsche Tennis Grand Prix, Stuttgart | Tier II   | 650 000 $   | Dur (int.)   | Nadia Petrova    | 6-3, 7-64      | Parcours |
| 4  | 01/10/2007 | Porsche Tennis Grand Prix, Stuttgart | Tier II   | 650 000 $   | Dur (int.)   | Justine Henin    | 2-6, 6-2, 6-1  | Parcours |
| 5  | 15/10/2007 | Zürich Open, Zurich                  | Tier I    | 1 340 000 $ | Dur (int.)   | Justine Henin    | 6-4, 6-4       | Parcours |

### Titre en double mixte
| No | Date       | Nom et lieu du tournoi | Catégorie | Dotation    | Surface      | Partenaire      | Finalistes             | Score    |          |
| -- | ---------- | ---------------------- | --------- | ----------- | ------------ | --------------- | ---------------------- | -------- | -------- |
| 1  | 24/05/2004 | Roland-Garros Paris    | G. Chelem | 5 982 126 $ | Terre (ext.) | Richard Gasquet | Cara Black Wayne Black | 6-3, 6-4 | Parcours |

## Parcours en Grand Chelem

### En simple dames
| Année | Open d'Australie | Open d'Australie | Internationaux de France                         | Internationaux de France | Wimbledon       | Wimbledon        | US Open         | US Open         |
| ----- | ---------------- | ---------------- | ------------------------------------------------ | ------------------------ | --------------- | ---------------- | --------------- | --------------- |
| 2002  | -                | -                | Q2 \|\| style="text-align:left" \| Rita Kuti-Kis | -                        | -               | -                | -               |                 |
| 2003  | -                | -                | 1er tour (1/64)                                  | Elena Bovina             | -               | -                | -               | -               |
| 2004  | 4e tour (1/8)    | Lisa Raymond     | 1er tour (1/64)                                  | Klára Koukalová          | 4e tour (1/8)   | Serena Williams  | 3e tour (1/16)  | Serena Williams |
| 2005  | 2e tour (1/32)   | Abigail Spears   | 3e tour (1/16)                                   | Elena Bovina             | 1er tour (1/64) | Alona Bondarenko | 3e tour (1/16)  | Nathalie Dechy  |
| 2006  | 1er tour (1/64)  | Mara Santangelo  | 1er tour (1/64)                                  | Zheng Jie                | 2e tour (1/32)  | Nicole Pratt     | 1/4 de finale   | Maria Sharapova |
| 2007  | 3e tour (1/16)   | Shahar Peer      | -                                                | -                        | 2e tour (1/32)  | Tamira Paszek    | 1er tour (1/64) | Ahsha Rolle     |
| 2008  | 2e tour (1/32)   | Aravane Rezaï    | -                                                | -                        | -               | -                | -               | -               |

À droite du résultat, l’ultime adversaire.

### En double dames
| Année | Open d'Australie             | Open d'Australie          | Internationaux de France     | Internationaux de France    | Wimbledon                 | Wimbledon              | US Open                     | US Open                   |
| ----- | ---------------------------- | ------------------------- | ---------------------------- | --------------------------- | ------------------------- | ---------------------- | --------------------------- | ------------------------- |
| 2002  | -                            | -                         | 1er tour (1/32) M. Bartoli   | Vanessa Henke Bianka Lamade | -                         | -                      | -                           | -                         |
| 2003  | -                            | -                         | 1er tour (1/32) A. Laurendon | E. Daniilídou Rita Grande   | -                         | -                      | -                           | -                         |
| 2004  | -                            | -                         | -                            | -                           | 3e tour (1/8) Mary Pierce | María Vento A. Widjaja | -                           | -                         |
| 2005  | -                            | -                         | 1er tour (1/32) A. Myskina   | Gisela Dulko María Vento    | -                         | -                      | 1er tour (1/32) Chakvetadze | E. Dementieva F. Pennetta |
| 2006  | 2e tour (1/16) N. Dechy      | M. Krajicek Ágnes Szávay  | -                            | -                           | -                         | -                      | 2e tour (1/16) S. Beltrame  | J. Janković B. Mattek     |
| 2007  | 1er tour (1/32) Alicia Molik | D. Hantuchová Ai Sugiyama | -                            | -                           | -                         | -                      | -                           | -                         |

Sous le résultat, la partenaire ; à droite, l’ultime équipe adverse.

### En double mixte
| Année | Open d'Australie | Open d'Australie | Internationaux de France      | Internationaux de France   | Wimbledon | Wimbledon | US Open                    | US Open                  |
| ----- | ---------------- | ---------------- | ----------------------------- | -------------------------- | --------- | --------- | -------------------------- | ------------------------ |
| 2002  | -                | -                | 1er tour (1/16) Antony Dupuis | Roberta Vinci Pavel Vízner | -         | -         | -                          | -                        |
| 2003  | -                | -                | 1er tour (1/16) M. Bahrami    | Likhovtseva M. Bhupathi    | -         | -         | -                          | -                        |
| 2004  | -                | -                | Victoire R. Gasquet           | Cara Black Wayne Black     | -         | -         | -                          | -                        |
| 2005  | -                | -                | -                             | -                          | -         | -         | 1er tour (1/16) F. Santoro | Navrátilová Leander Paes |
| 2007  | -                | -                | -                             | -                          | -         | -         | 2e tour (1/8) Bob Bryan    | Sania Mirza M. Bhupathi  |

Sous le résultat, le partenaire ; à droite, l’ultime équipe adverse.

## Parcours aux Jeux olympiques

### En double dames
| # | Date       | Nom de l'olympiade  | Surface    | Résultat        | Partenaire         | Ultimes adversaires     | Score   |          |
| - | ---------- | ------------------- | ---------- | --------------- | ------------------ | ----------------------- | ------- | -------- |
| 1 | 11/08/2008 | Olympic Games Pékin | Dur (ext.) | 1er tour (1/16) | Pauline Parmentier | Sania Mirza Sunitha Rao | Forfait | Parcours |

## Parcours en Fed Cup
| #                                                                       | Date       | Lieu                | Surface         | Gagnante(s)                       | Perdante(s)                  | Score          |          |
|                                                                         |            |                     |                 |                                   |                              |                |          |
| 2004 - 1/4 de finale (groupe mondial) - Italie - France - 2 : 3         |            |                     |                 |                                   |                              |                |          |
| 1                                                                       | 10/07/2004 | Rimini              | Terre (ext.)    | Tathiana Garbin Roberta Vinci     | Tatiana Golovin Mary Pierce  | 6-0, 7-65      | Parcours |
|                                                                         |            |                     |                 |                                   |                              |                |          |
| 2004 - 1/2 finale (groupe mondial) - France - Espagne - 5 : 0           |            |                     |                 |                                   |                              |                |          |
| 2                                                                       | 24/11/2004 | Moscou              | Moquette (int.) | Tatiana Golovin                   | Anabel Medina                | 6-3, 6-3       | Parcours |
| 2                                                                       | 24/11/2004 | Moscou              | Moquette (int.) | Tatiana Golovin                   | Marta Marrero                | 6-3, 6-4       | Parcours |
|                                                                         |            |                     |                 |                                   |                              |                |          |
| 2004 - Finale (groupe mondial) - Russie - France - 3 : 2                |            |                     |                 |                                   |                              |                |          |
| 3                                                                       | 27/11/2004 | Moscou              | Moquette (int.) | Anastasia Myskina                 | Tatiana Golovin              | 6-4, 7-65      | Parcours |
| 3                                                                       | 27/11/2004 | Moscou              | Moquette (int.) | Tatiana Golovin                   | Svetlana Kuznetsova          | 6-4, 6-1       | Parcours |
|                                                                         |            |                     |                 |                                   |                              |                |          |
| 2006 - Barrage (groupe mondial I) - France - République tchèque - 3 : 2 |            |                     |                 |                                   |                              |                |          |
| 4                                                                       | 15/07/2006 | Cagnes-sur-Mer      | Terre (ext.)    | Nicole Vaidišová                  | Tatiana Golovin              | 6-1, 3-6, 11-9 | Parcours |
| 4                                                                       | 15/07/2006 | Cagnes-sur-Mer      | Terre (ext.)    | Tatiana Golovin                   | Lucie Šafářová               | 6-2, 6-1       | Parcours |
| 4                                                                       | 15/07/2006 | Cagnes-sur-Mer      | Terre (ext.)    | Séverine Beltrame Tatiana Golovin | Iveta Benešová Květa Peschke | 6-4, 7-62      | Parcours |
|                                                                         |            |                     |                 |                                   |                              |                |          |
| 2007 - 1/4 de finale (groupe mondial) - France - Japon - 5 : 0          |            |                     |                 |                                   |                              |                |          |
| 5                                                                       | 21/04/2007 | Limoges             | Terre (int.)    | Tatiana Golovin                   | Akiko Morigami               | 6-2, 6-4       | Parcours |
| 5                                                                       | 21/04/2007 | Limoges             | Terre (int.)    | Tatiana Golovin                   | Ai Sugiyama                  | 7-63, 6-0      | Parcours |
|                                                                         |            |                     |                 |                                   |                              |                |          |
| 2007 - 1/2 finale (groupe mondial) - Italie - France - 3 : 2            |            |                     |                 |                                   |                              |                |          |
| 6                                                                       | 14/07/2007 | Castellaneta Marina | Terre (ext.)    | Tatiana Golovin                   | Tathiana Garbin              | 6-3, 2-6, 6-2  | Parcours |
| 6                                                                       | 14/07/2007 | Castellaneta Marina | Terre (ext.)    | Francesca Schiavone               | Tatiana Golovin              | 6-4, 2-6, 7-5  | Parcours |

## Classements WTA en fin de saison

### En simple
| Année | 2002 | 2003 | 2004 | 2005 | 2006 | 2007 | 2008 |
| Rang  | 375  | 345  | 27   | 24   | 22   | 13   | 251  |

Source : (en) « Classements de Tatiana Golovin », sur le site officiel du WTA Tour

### En double
| Année | 2002 | 2003 | 2004 | 2005 | 2006 | 2007 |
| Rang  | 392  | 788  | 120  | 278  | 124  | 126  |

Source : (en) « Classements de Tatiana Golovin », sur le site officiel du WTA Tour

## Victoires sur le top 10
Toutes ses victoires sur des joueuses classées dans le top 10 de la WTA lors de la rencontre (les abandons sont pris en compte, pas les forfaits).
| Légende      |
| Grand Chelem |
| Tier I       |
| Tier II      |
| Tier III     |
| Tier IV      |
| Tier V       |

|    | Golovin | Tournoi       | Année | Surface       |  | Adversaire          | Rang  | Tour   | Score          | Tableau |
| -- | ------- | ------------- | ----- | ------------- |  | ------------------- | ----- | ------ | -------------- | ------- |
| 1  | no 135  | Paris         | 2004  | Moquette      |  | Elena Dementieva    | no 10 | 1/4    | 6-4, 6-4       | Tableau |
| 2  | no 27   | Fed Cup       | 2004  | Moquette      |  | Svetlana Kuznetsova | no 5  | Finale | 6-4, 6-1       | Tableau |
| 3  | no 25   | Charleston    | 2005  | Terre battue  |  | Venus Williams      | no 8  | 1/8    | 7-5, 6-4       | Tableau |
| 4  | no 24   | Paris         | 2006  | Moquette      |  | Nadia Petrova       | no 7  | 1/4    | 3-6, 7-67, 6-3 | Tableau |
| 5  | no 24   | Miami         | 2006  | Dur           |  | Elena Dementieva    | no 8  | 1/8    | 6-2, 6-1       | Tableau |
| 6  | no 26   | US Open       | 2006  | Dur           |  | Nadia Petrova       | no 6  | 1/16   | 7-5, 64-7, 6-3 | Tableau |
| 7  | no 25   | Stuttgart     | 2006  | Dur intérieur |  | Patty Schnyder      | no 9  | 1/2    | 6-1, 5-7, 7-5  | Tableau |
| 8  | no 19   | Indian Wells  | 2007  | Dur           |  | Nadia Petrova       | no 7  | 1/8    | 6-2, 1-0 ab.   | Tableau |
| 9  | no 20   | Amelia Island | 2007  | Terre battue  |  | Nadia Petrova       | no 7  | Finale | 6-2, 6-1       | Tableau |
| 10 | no 19   | Toronto       | 2007  | Dur           |  | Svetlana Kuznetsova | no 5  | 1/4    | 2-6, 7-5, 6-1  | Tableau |
| 11 | no 19   | Stuttgart     | 2007  | Dur intérieur |  | Anna Chakvetadze    | no 6  | 1/8    | 7-63, 6-1      | Tableau |
| 12 | no 19   | Stuttgart     | 2007  | Dur intérieur |  | Svetlana Kuznetsova | no 2  | 1/2    | 6-2, 6-4       | Tableau |
| 13 | no 18   | Zurich        | 2007  | Moquette      |  | Ana Ivanović        | no 4  | 1/8    | 6-3, 6-1       | Tableau |

## Vie privée
Tatiana a été en couple avec le footballeur Samir Nasri entre mars 2008 et fin 2011. En couple avec le rugbyman Hugo Bonneval, elle est la mère d'une fille prénommée Anastasia, née le 10 juillet 2015. En juillet 2017, elle annonce attendre leur deuxième enfant par le biais d'un cliché publié sur Twitter. Le 7 novembre 2017, elle donne naissance à un garçon prénommé Constantin.
Tatiana est également passionnée de poker. Après avoir remporté en 2007 les tournois de poker de Portoroz et d'Amelia Island, elle participe à l'émission Stars of Poker sur Canal+ en 2009.
Sa sœur, Olga, a été miss Franche-Comté en 1998.